# 차일드 헤럴드의 편력

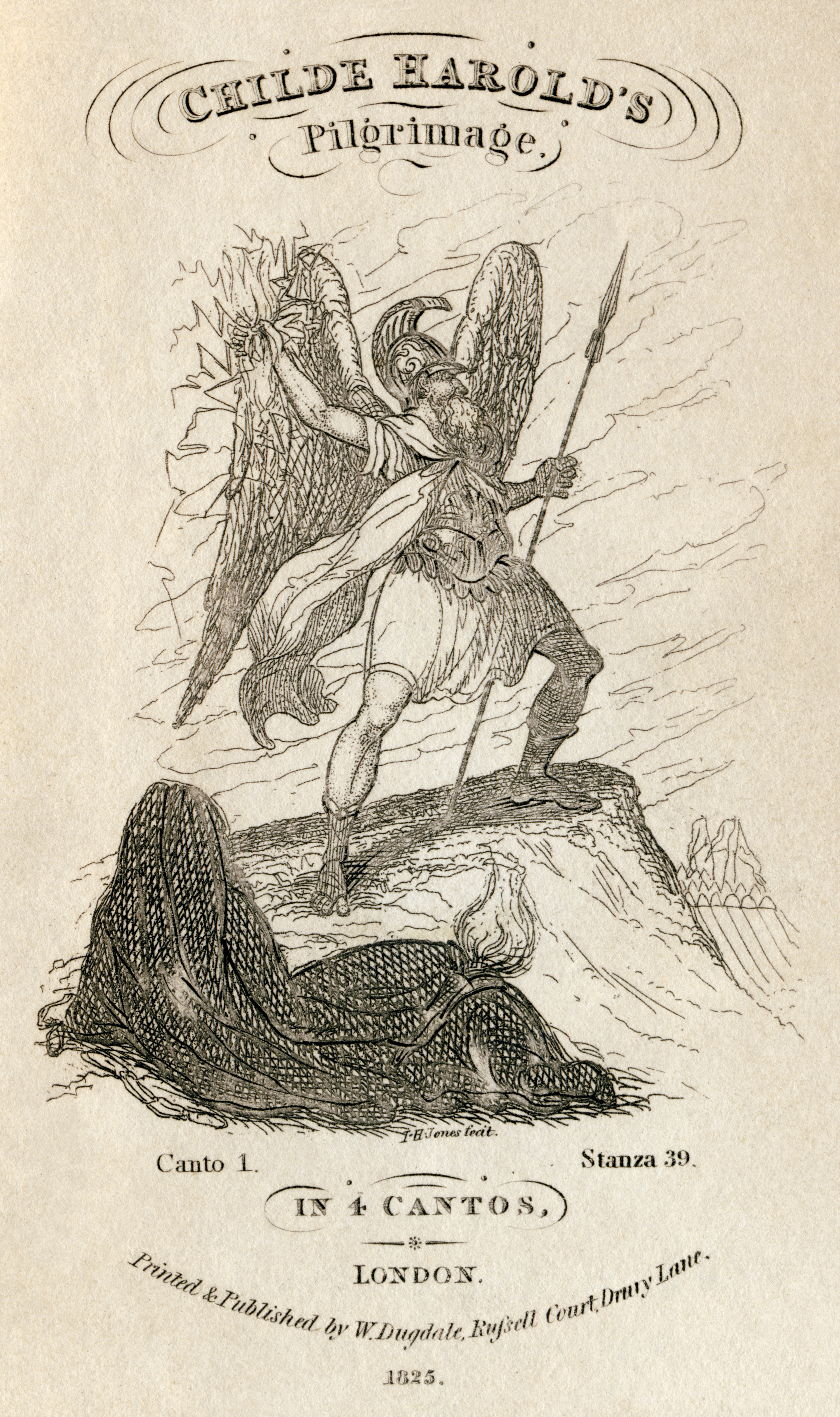

차일드 헤럴드의 편력(Childe Harold's Pilgrimage)은 조지 고든 바이런이 쓴 장편의 시이다.
바이런은 1809년부터 1811년에 걸쳐 포르투갈, 에스파냐, 그리스 등을 여행하고 돌아와서 이 장시의 1부와 2부를 내어 일약 유명해졌다.
그것은 환락의 생활을 혐오하여 이국땅에서 위안을 찾아 헤매는 한 순례자의 견문 수상(隨想)을 엮은 것인데 부정과 압박에 대한 분노를 열렬하게 이야기하고 있다.
그 후 고국을 다시 떠나 셰리와 더불어 스위스를 거쳐 베니스에 온다. 그 무렵에 쓴 것이 3부와 4부이다. 종장에 가서는 차일드 헤럴드는 사라지고 바이런 자신의 소리로 되어 있다.
- 1·2부: 1812년
- 3부: 1816년
- 4부: 1818년